# アミーゴ鈴木
アミーゴ鈴木（アミーゴすずき、1981年3月23日 - ）は、日本のプロレスラー。本名：鈴木 友喜（すずき とものぶ）。

## 経歴
メキシコへ渡り、闘龍門の11期生として入門。
2004年5月16日、闘龍門MEXICOアレナ・コリセオ大会で新井注一郎としてネグロ・ナバーロとタッグを組んで対スカイデ&松山勘十郎組戦でデビュー。
2005年12月10日、リングネームをアミーゴ鈴木に改名。
プロレスリングSECRET BASEには2009年2月27日の旗揚げ戦より参戦しており、非所属ながら準レギュラー選手として活動。公式サイトに所属選手同様にプロフィールが掲載されている。キャプテン・オブ・ザ・シークレットベース無差別級第8代王者。

## 人物
デビュー時はがっちり体型ながら身の丈のため、ジュニアヘビー体重であった（日本上陸時は86キロ）。
2020年時点では100キロを超えたSECRET BASEには珍しい大型ファイターとなっている。ただし得意技は後述のように丸め込みやジャベ（メキシコ式の固め技）。
コスチュームはデビュー時より一貫して、向かって左が短パン、右がパンタロンというアシンメトリーなパンツ。

## 得意技
ダイビングヘッドバット
タイガースープレックス
メスカル
ジャベ・デ・ナバーロ

## 入場曲
- Fiesta Pagana

## タイトル歴
- GWC認定タッグ王座
- GWC認定6人タッグ王座
- CAPTAIN OF THE SECRET BASE無差別級王座
- CAPTAIN OF THE SECRET BASE無差別級タッグ王座
- パワフルタッグトーナメント優勝